# Wilfrid Corbeil
Pour les articles homonymes, voir Corbeil.
Wilfrid Corbeil, né à Saint-Lin-des-Laurentides le 20 mars 1893, mort en 1979, était un prêtre (ordonné prêtre en 1918) catholique (Clercs de Saint-Viateur), artiste-peintre et professeur québécois. 

Il a travaillé toute sa vie à l'avancement de l'art et de la culture à Joliette et aux environs, notamment au Séminaire de Joliette et au Musée d'art de Joliette.
« On sait que le Père Corbeil a fondé au Séminaire de Joliette le studio de peinture et de dessin, dès 1931, qu'il a dirigé jusqu'en 1951.  Max Boucher, Paul Brien, André Jasmin, Jacques Massicotte et Bertrand Vanasse ont été ses élèves les plus prometteurs ».

## Distinctions
- 1977 - Prix Louis-Philippe-Hébert
- 1976 -  Membre de l'Ordre du Canada[3]

## Musées et collections publiques
- Musée d'art de Joliette
- Musée historique des Sœurs de l'Assomption de la Sainte Vierge
- Musée national des beaux-arts du Québec[4]
- Société du patrimoine religieux du diocèse de St-Hyacinthe